# Почка человека
По́чка челове́ка (лат. ren, греч. νεφρός [nephros]) — парный фасолевидный орган, очищающий кровь, выполняющий посредством фильтрации крови регуляцию химического гомеостаза организма. Представляет собой многодолевую многососочковую почку млекопитающего, обычно без внешних признаков дольчатости. Входит в систему органов мочевыделения (мочевыделительную систему). Находятся в поясничной области забрюшинно по обе стороны от позвоночника, по размеру сопоставимы с кулаком человека.
Почки являются жизненно важными органами тела. При их серьёзном повреждении многие связанные с ними заболевания оказываются неизлечимыми. Поэтому они являются важным объектом медицинских исследований и доклинических исследований лекарственных препаратов.

## Анатомия почек

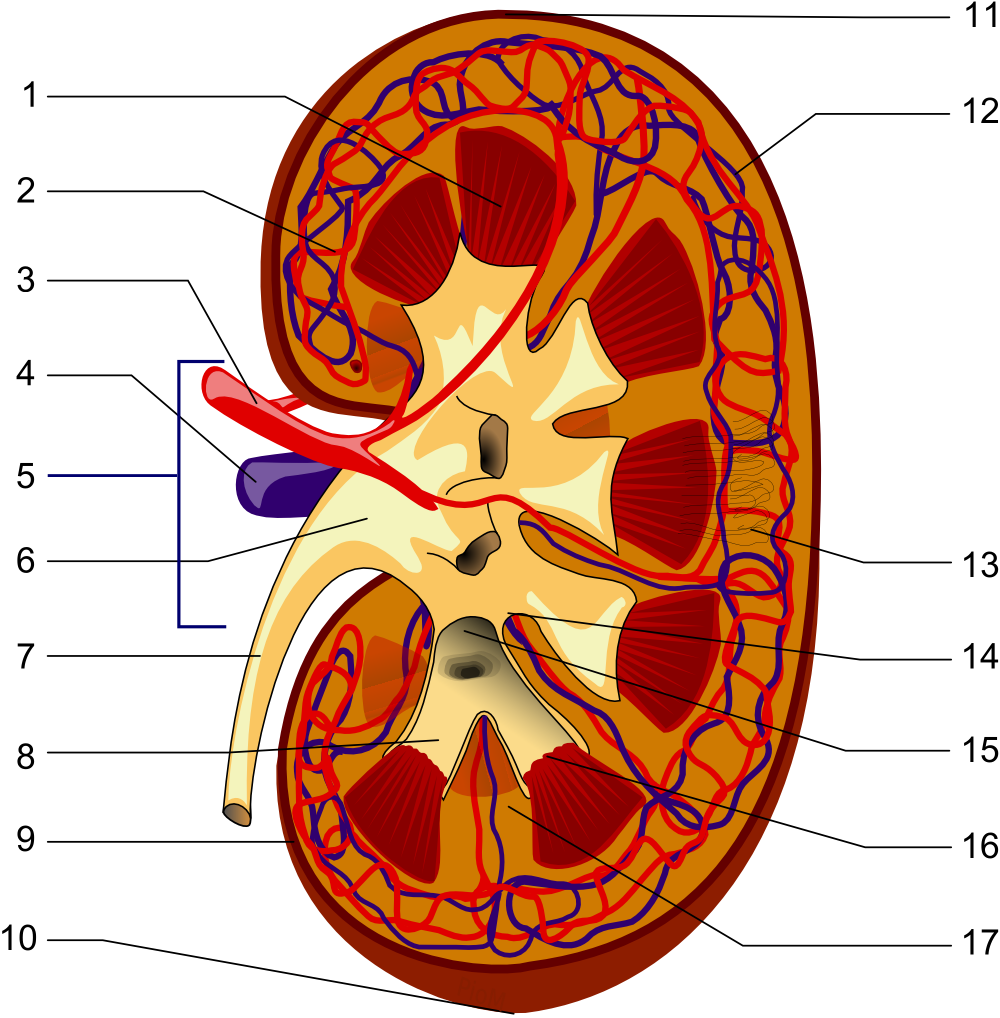
Строение почки:
1. Мозговое вещество и почечные пирамиды (Pyramides renales)
2. Выносящая клубочковая артериола (Arteriola glomerularis efferens)
3. Почечная артерия (Arteria renalis)
4. Почечная вена (Vena renalis)
5. Почечные ворота (Hilus renalis)
6. Почечная лоханка (Pelvis renalis)
7. Мочеточник (Ureter)
8. Малая почечная чашка (Calices minores renales)
9. Фиброзная капсула почки (Capsula fibrosa renalis)
10. Нижний полюс почки (Extremitas inferior)
11. Верхний полюс почки (Extremitas (Arteriola glomerularis afferens)
12. Сеть почечных капилляров.
13. Нефрон (Nephron)
14. Почечная пазуха (Sinus renalis)
15. Большая почечная чашка (Calices majores renales)
16. Вершина почечной пирамиды (Papillae renales)
17. Почечный столб (Columna renalis)

У человека почки расположены за пристеночным листком брюшины в поясничной области по бокам от двух нижних грудных и двух верхних поясничных позвонков, в проекции которых прилегают к задней брюшине, причём правая почка в норме расположена несколько ниже, поскольку сверху она граничит с печенью (у взрослого верхний полюс правой почки обычно достигает уровня 12-го межреберья, верхний полюс левой — уровня 11-го ребра). (У так называемых «зеркальных людей» несколько ниже расположена левая почка, так как у них печень расположена слева, и с печенью граничит, соответственно, левая почка.)
Размеры одной почки составляют примерно 11,5—12,5 см в длину, 5—6 см в ширину и 3—4 см в толщину. Масса почек составляет 120—200 грамм, обычно левая почка несколько больше правой.
Каждая почка покрыта прочной соединительнотканной фиброзной капсулой, и состоит из паренхимы и системы накопления и выведения мочи. Капсула почки представляет собой плотный чехол из соединительной ткани, покрывающий почку снаружи. Паренхима почки представлена внешним слоем коркового вещества и внутренним слоем мозгового вещества, составляющим внутреннюю часть органа. Система накопления мочи представлена малыми почечными чашечками (6—12), которые, сливаясь между собой по 2—3, образуют большую почечную чашечку (2—4), которые, сливаясь, образуют почечную лоханку. Почечная лоханка переходит непосредственно в мочеточник.
Правый и левый мочеточники впадают в мочевой пузырь. В каждой почке у человека насчитывается около миллиона нефронов, которые являются структурными единицами, обеспечивающими работу почки. Кровоснабжение почек осуществляется почечными артериями, которые отходят непосредственно от аорты. Из чревного сплетения в почки проникают нервы, которые осуществляют нервную регуляцию функции почек, а также обеспечивают чувствительность почечной капсулы.
Морфо-функциональной единицей почки является нефрон — специфическая структура, выполняющая функцию мочеобразования. В каждой почке насчитывается более 1 миллиона нефронов. Каждый нефрон состоит из нескольких частей: клубочка, капсулы Шумлянского—Боумена и системы канальцев, переходящих один в другой. Клубочек представляет собой не что иное, как скопление капилляров, по которым протекает кровь. Петли капилляров, составляющих клубочек, погружены в полость капсулы Шумлянского—Боумена. Капсула имеет двойные стенки, между которыми имеется полость. Полость капсулы переходит непосредственно в полость канальцев.
Большая часть нефронов расположена в корковом веществе почки. Только 15 % от всех нефронов расположены на границе между корковым и мозговым веществом почки. Таким образом, корковое вещество почек состоит из нефронов, кровеносных сосудов и соединительной ткани. Канальцы нефронов образуют что-то наподобие петли, которая проникает из коркового вещества в мозговое. Также в мозговом веществе расположены выводящие канальцы, по которым моча, образовавшаяся в нефроне, выводится в почечные чашечки. Мозговое вещество образует так называемые «почечные пирамиды», вершины которых заканчиваются почечными сосочками, выступающими в полость малой почечной чашечки. На уровне сосочков происходит объединение всех почечных канальцев, по которым выводится моча.

### Фиксирующий аппарат почки
Почки человека достаточно постоянны в своем положении, не блуждают по всему забрюшинному пространству. Это обеспечивается следующими анатомическими образованиями:
1. Жировая капсула почки (paranephron; para - "около", + греч. nephros - почка);
2. Внутрибрюшное давление;
3. Почечное ложе (которое образуют мышцы: пояснично-подвздошная, квадратная поясничная и др.);
4. Фиброзная капсула (в которой выделяют два листка: передний – предпочечный (Героты), задний – позадипочечный (Цукеркандля)).
5. Почечная ножка.

## Функции почек
- Экскреторная (то есть выделительная),
- Осморегулирующая,
- Ионорегулирующая,
- Эндокринная (внутрисекреторная),
- Метаболическая,
- Участие в кроветворении.

Основная функция почек — выделительная — достигается процессами фильтрации и секреции. В почечном тельце из капиллярного клубочка под высоким давлением содержимое крови вместе с плазмой (кроме клеток крови и некоторых белков) процеживается в капсулу Шумлянского—Боумена. Образовавшаяся жидкость — первичная моча продолжает свой путь по извитым канальцам нефрона, в которых происходит обратное всасывание питательных веществ (глюкозы и др.), воды, электролитов в кровь, при этом в первичной моче остаются мочевина, мочевая кислота и креатинин. В результате этого образуется вторичная моча, которая из извитых канальцев идет в почечную лоханку, затем в мочеточник и мочевой пузырь. В норме за день через почки проходит 170—200 литров крови, образуется 120—150 литров первичной мочи и 1,5—2 литра вторичной мочи.
Скорость ультрафильтрации определяется несколькими факторами:
- Разницей давлений в приносящей и отводящей артериоле почечного клубочка;
- Разницей осмотического давления между кровью в капиллярной сети клубочка и просветом боуменовой капсулы;
- Свойствами базальной мембраны почечного клубочка.

Вода и электролиты свободно проходят через базальную мембрану, а вещества с более высокой молекулярной массой фильтруются избирательно. Определяющим фактором для фильтрации средне- и высокомолекулярных веществ является размер пор и заряд базальной мембраны клубочка.
Почки играют существенную роль в системе поддержания кислотно-щелочного равновесия плазмы крови. Почки также обеспечивают постоянство концентрации осмотически активных веществ в крови при различном водном режиме для поддержания водно-солевого равновесия.
Через почки из организма выводятся конечные продукты азотистого обмена, чужеродные и токсические соединения (включая многие лекарства), избыток органических и неорганических веществ, они участвуют в обмене углеводов и белков, в образовании биологически активных веществ (в частности — ренина, играющего ключевую роль в регуляции системного артериального давления и скорость секреции альдостерона надпочечниками, эритропоэтина — регулирующего скорость образования эритроцитов).
Почки водных животных в значительной степени отличаются от почек наземных форм в связи с тем, что у водных стоит проблема выведения из организма воды, в то время как наземным необходимо удерживать воду в организме.

## Заболевания почек
Болезни почек охватывают всё большее количество людей. Это связано с большим количеством врожденных патологий и неправильным образом жизни, а также большой неохотой посещать врачей при первых симптомах заболеваний.
К наиболее частым заболеваниям относятся:
- Мочекаменная болезнь (нефролитиаз) — образование камней и песка в почках;
- Пиелонефрит — считается одним из воспалительных заболеваний почек, зачастую инфекция попадает в почку через кровь;
- Пионефроз — гнойное воспаление почки;
- Тупая травма почки[англ.];
- Нефроптоз (опущение почки) — заболевание может быть как врождённым, так и приобретённым. Чаще болеют женщины;
- Гидронефроз — характеризуется проблемами с оттоком мочи из почки;
- Почечная недостаточность — состояние, когда почки частично перестают функционировать и выполнять свои функции, выделяют острую и хроническую формы;
- Гломерулонефрит — ещё одно воспалительное заболевание, при котором поражаются почечные клубочки и канальцы;
- Дизурия нефрогенная (анурия, олигоурия, полиурия, поллакиурия[англ.]) — нарушения мочеиспускания почечной природы;
- Почечный диабет;
- Почечная гипертензия[англ.];
- Ренальная анемия[нем.];
- Стеноз почечной артерии[англ.];
- Тромбоз почечной вены[нем.]
- Нефротический синдром
- Почечноклеточный рак

## Трансплантация почки
При уменьшении числа функционирующих нефронов развивается хроническая почечная недостаточность, при прогрессировании которой до терминальной почечной недостаточности необходимо лечение гемодиализом, перитонеальным диализом или выполнение трансплантации почки. Трансплантация почки является наиболее эффективным видом заместительной почечной терапии, в том числе и потому, что она замещает все функции почки, тогда как диализ отчасти компенсирует только выделительную функцию почек, а для замещения других функций почки необходимо применение лекарственных средств (эритропоэтина, метаболитов витамина D и т. д.).
В 2011 году по всему миру было пересажено 76 тысяч почек (всего пересажено 110 тыс. органов).